# برج کیستا
برج کیستا (به سوئدی: Kista Science Tower) یک ساختمان بلندمرتبه و آسمان‌خراش در سوئد است که در بخش استکهلم واقع شده‌است.